# ヒリモツ語
ヒリモツ語（Hiri Motu, Police Motu, Pidgin Motu）は、オーストロネシア語族西大洋州諸語中央Papuan Tip諸語に属するモツ語を基にしたピジン言語またはクレオール言語である。ヒリモツ語は、パプアニューギニアの公用語の一つである。

## 言語名別称
- ヒリ・モトゥ語
- ヒリ・モツ語
- ヒリモトゥ語
- モツ語
- Hiri
- Hiri Motu
- Pidgin Motu
- Police Motu